# Свети Миљан од Когоље
Свети Миљан од Когоље (шп. San Millán de la Cogolla) представља општину која се налази у Аутономној покрајини Риоха (шп. La Rioja) у Шпанији. Смештен на врху Сијера Деманте (шп. Sierra de la Demanda) која припада источном басену који раздваја Месету и Ваље дел Ебро (шп. Ebro) и налази се на 728 m надморске висине, на обалама реке Карденас.
Иако се не налази тачно на Путу за Сантијаго (шп. El Camino de Santiago), многи ходочасници путовали су тамо, како би касније поново започели руту Светог Јакоба.
У овом градићу се налази и заједница коју чине два манастира: Свети Миљан од Суса (шп. San Millán de Suso) и Свети Миљан од Јуса (шп. San Millán de Yuso).

## Порекло манастира
Емилиано, познат као San Millán, свештеник, рођен у Берсеу 473. године, је један учени пустињак светог Фелисеса (шп. San Felices). Умро је 12. новембра 574. године и сахрањен је у Сусу. Пећина је претворена у испосничку ћелију, а касније и у цркву и мали манастир у којем живи једна заједница на чијем челу се налази игуман.

## Легенда
Краљ од Нахере (шп. el rey de Nájer) наредио је да се посмртни остаци овог свештеника преместе из Сусе у манастир (шп. Santa María la Real de Nájera). Легенда каже да они који је требало да носе ковчег, када су стигли у долину, остали су као приковани за земљу што је протумачено као жеља преминулог да не напусти своју долину. Имајући овај знак са неба на уму, краљ одлучује да сагради манастир на том месту, који данас зову Јусо (шп. Yuso).

## Од Сусе до Јусе
Све до 1100. године постојала су два манастира, Сусо на горњој страни и Јусо на доњој, сваки са својим заједницама. 
Сусо је изграђен у 5. веку од стране Светог Миљана и остаје веран традицији, има мосарпаско уређење и одвојене заједнице за мушкарце и жене. 
Јусо је примењивао правила Светог Бенедикта и у овај манастир су 1053. године пребачене мошти Светог Миљана.
Од 12. века постоји само једна заједница за монахе, бенедиктинска (шп. la benedictina), са једним конаком и манастиром испод. То је било доба максималног духовног, религиозног и култорног сјаја. Такође, развија се богата и интензивна активност у производњи вредних рукописа.

## Књижевни значај
Од посебног значаја су библиотека и архива манастира. Архива поседује два катастра и око 300 оригиналних докумената. Библиотека је остала опремљена исто као и у 18. веку. Њен значај није у квантитету дела, иако их има око 10 000, већ у ретким примерима које поседује. Једно такво дело је Евангеларио де Херонимо Надал (шп. Evangelario de Jerónimo Nadal) штампан 1595. године у Амбересу. Специфично је по томе што у овом првом штампаном издању су све странице у боји. 
Такође је сачувана у одличном стању инкунабула Summa Casuum de Bartholomeus de Sancto Concordi (лат. назив) која је издата пре 1475. године, а чува се само пет примерака у свету.
На овом подручју је писао и први песник кастиљанског језика, Гонсало де Берсео (шп. Gonzalo de Berceo) који је у овом манастиру живео као секуларни клерик. Како би га народ разумео, писао је на романском, а не латинском, песме дидактичког карактера, као и дела посвећена животу светог Доминика у манастиру Свети Доминго од Силоса (шп. Santo Domingo de Silos).
Ипак, од највећег значаја су глосе.

## Глосе
Глосе представљају скуп лингвистичких напомена које се додају на маргину или између редова латинских текстова како би били јаснији. Представљају почетак шпанске књижевности јер пре тога није постојала ниједна књига нити спис који је писан на чистом романском језику. Порнађене су у 10. веку у два манстира: (шп. San Millán de la Cogolla) и (шп. Santo Domingo de Seilos), па тако разликујемо (шп. glosas Emilianenses) и (шп. glosas Silenses). Од изузетног значаја је и манастир Свети Педро од Кардење (шп. San Pedro de Cardeña), будући да се непосредно везује за Спев о Сиду. Постоји 368 глоса које се појављују на 15 папира.
Обиље глоса на тако мало папира,као у случају глоса Силоса, одликује се одлучном жељом да се преведу најзначајније латинске речи на нови језик који је тада у употреби. Примењујући латински правопис на нови језик, монах који је писао глосе, поставио је један нови експеримент који је прихваћен и који се примењивао.

### Glosas Emilianenses
Ове глосе се чувају у Мадриду у (шп. Real Academia de la Historia). Најдужи текст је глоса 89 и налази се у кодексу 60, на папиру 72 и говори о похвалама Христа Спаситеља. На десној маргини може се прочитати доксологија (облик молитве).
Такође, у овом кодексу се налази и први текст на баскијском који је написао исти монах који је писао и глосе. Ради се о старијем сведочењу сачуваном управо на овом језику.
Касније, браћа Клаудио и Хавијер Гарсија Турса (шп. Claudio y Javier García Turza) су објавила кодекс Емилијаненсе 46, написан међу зидинама Суса, а датира из 13. јуна 964. године. Овај кодекс се састоји од енциклопедијског речника са више од 20 000 ставки уређених по алфабету. Рукопис садржи сва знања тог времена.

#### Први текст на кастиљанском
Cono aiutorio de nuestro duenno duenno Christo, dueno Salbatore; qual dueno get ena honore et qual duenno tienet ela mandatione cono Patre cono Spiritu Sancto enos sieculos delo sieculos, facamus Deus Omnipotes tal serbitio fere ke denante ela sua face gaudioso segamus. Amén.

#### Превод на савремени шпански
Con la mediación de nuestro Señor, don Cristo, don Salvador, que comparte el honor y la jerarquía con el Padre y con el Espíritu Santo por los siglos de los siglos, Dios omnipotente nos haga servir de tal manera que nos encontremos felices en su presencia. Amén

#### Прве глосе на баскијском
Izioqui duguguec aiutuezdugu.

#### Превод на савремени шпански
Hemos sido puestos a cobijo, hemos sido salvados a nosotros no se nos ha dado ayuda.
Ови манастири су 1997. године проглашени од стране UNESCO-а за културну баштину као место рођења једног од најраширенијих језика на свету, шпанског, али и као пример континуираног монаштва од 6. века, те трансформације самостана од заједнице пустињака до калуђера.